# インターキュー
インターキュー(interQ)は、GMOインターネット（旧・インターキュー株式会社）が提供するインターネットサービスプロバイダの名称である。
当初のinter Qサービス（1997年にinterQ ORIGINALへ改称）は、ダイヤルアップ接続で利用料の請求にNTT（現・NTT東西）による情報料収納代行サービスのダイヤルQ2を用いた「ダイヤルQ2インターネットサービスプロバイダ」の代表格として一定の支持と収益を集め、1999年に同社が上場する礎を作った事業の一つである。
実質的な創業者の熊谷正寿が、前身となるボイスメディアから業態を変更した背景には、ツーショットダイヤルなどアダルトコンテンツが社会問題化した等による既存事業の逼迫が関係していたとも見られる。

## 概要

### interQ ORIGINAL/ぽっきり300
「インターキュー」は、アクセスポイントへの接続にNTTによる従量課金のダイヤルQ2を利用したため、アクセスポイントの電話番号やDNSサーバ名などをOSの「ダイヤルアップ接続」に登録するだけでインターネット接続が可能である（契約手続きは不要）。自ら「インスタントプロバイダ」と称していた。利用時の簡便さが差別化のポイントとなった。また、interQ利用者向けに同社サイトで電子メールアカウントの無料作成が可能である（同社以外のプロバイダ接続からではメールサーバーに接続できない）。
なお、このinterQ ORIGINALは2002年1月22日にサービスを終了した。理由として、翌日の1月23日からダイヤルQ2サービスでの接続時に予めNTTに届け出たパスワード（暗証番号）の入力・発信が必須化されたため、メリットが薄れたことを理由に挙げている。

#### 料金
プロバイダとしての利用料金は、通信時間に対する従量制（1分20円～10円）と発信毎の固定制（ぽっきり300/1回接続に附き時間無制限で300円）に分かれており、ダイヤルQ2による課金としてNTT電話料金請求と一緒に支払う事ができた。ぽっきり300は、従量制課金のORIGINALよりもバックボーンが細いなどのデメリットがある。通話料はアクセスポイントまでの通常の加入者電話料金が別途必要であった。

#### 当時の状況
1995年のサービス開始当初、個人がインターネット接続を行うには、申込書を用いてインターネットサービスプロバイダと契約してアカウントを取得する必要があった。書面では、実際に接続が可能になるまでに10日程度要していた。また、Windows 95が普及し始めた1996年からは、バンドルソフトやパソコン雑誌の付録CDに収録されているオンラインサインアップソフトやInternet Explorer3.1以降に搭載されていた「インターネット接続ウィザード」で専用サーバーへ接続の上、インターネットサービスプロバイダに申し込めば、即時利用することができる様になっていたが、どちらにせよプロバイダの月額利用料金は「XXXX円の基本料でX時間まで（超過分は従量課金）」「XXXX円の基本料のみ（完全定額）」「基本料無料、1分あたり10円（完全従量制）」のいずれかのプランが決められていた。また、会費や利用料金の支払いはクレジットカードや口座振替を前提とした登録制に限られていた。
このサービスはインターネットをすぐに利用開始したい者には手軽に入会できるため人気が出た。またクレジットカードを持っていないため支払い方法に不便を感じていた若者などに好評で、固定会費がない故の割安感もあり利用者数が増えて事業は急成長した。

#### デメリット
「interQ ORIGINAL」をはじめとする全ての「0990接続のインターネットサービスプロバイダ」に該当する事柄
- ISDNによる64kbps接続は不可（ターミナルアダプタのアナログポートにアナログモデムを接続すること利用は可能。）
- ダイヤルQ2接続の為、テレホーダイ・タイムプラス・エリアプラスといったNTT東西の通話料割引サービスや中継電話経由での接続が対象外であるため、日常的に（目安としては月3時間以上）利用するヘビーユーザーでは、InterQ MEMBERSを含めた一般的な会員制プロバイダよりも相対的に料金の総額が高額となる。
- ダイヤルQ2接続の為、情報料（プロバイダ料）と通話料金を含めた利用料金が、「NTT利用料金請求書」発行まで分からず、接続時間によってはたいへん高額な料金が請求されるおそれがある。通話明細の開示か、通話明細送付サービスの契約を行わなければ、詳細な利用時間・料金の捕捉が困難である。
  - 2000年まではNTT東西の制度上、情報料課金の上限額（リミット）が設定されていなかったため、パケ死同然の事態に陥るケースが考えられた。

### interQ MEMBERS
1997年10月にサービス開始。前述のダイヤルQ2プロバイダのinterQ（サービス開始に伴いORIGINALを追記）とは立場を逆転させた、@niftyやOCNなどと同様の会員制インターネットサービスプロバイダである。
interQ ORIGINALがインスタントプロバイダとして一定の需要を獲得していたため、クレジットカード以外にもコンビニ払込票（収納代行）による後払いが用意されていた。また、当初より大手他社よりも安い料金体制で、ホームページ公開用のFTPサーバーの無料提供や、同社の主要事業であるホスティングサーバーやドメイン取得サービスを連携し、充実させていた。
2009年現在は、フレッツ光など他社回線を用いたブロードバンド接続サービスを中心に事業を行っている。バックボーン回線としては、フリービットの再販となっている。
なお、2001年には新たにインターネット接続（ネットサーフィン）とメールに特化した「BBonline」というISPを立ち上げ、イー・アクセスのADSL回線で月3480円（下り最大1.5Mbbps）という、当時の東京めたりっく通信よりも割安な料金でブロードバンドサービスを提供していた。しかしながら2007年12月に終了した。
2015年4月3日を以て新規入会受付を終了した。

## 沿革
- 1991年（平成3年）- 熊谷正寿が株式会社ボイスメディアを設立。
- 1996年（平成8年）- インターキュー株式会社へ商号変更。ダイヤルQ2によりインターネット接続するインターネットサービスプロバイダへ業態を変更。
- 1999年（平成11年）- JASDAQへ株式上場。
- 2001年（平成13年）- グローバルメディアオンライン株式会社に商号変更。
- 2005年（平成17年）- GMOインターネット株式会社に商号変更、東京証券取引所市場1部に指定変更。ISPサービス合計会員数が50万人を突破。

### ダイヤルQ2を利用したISP
- ワイワイワイネット - 会社自体は現存するが、2001年にアクセスプロバイダ事業は撤退。
- ゼンエーフーズ（ZZZインターネット） - 2001年にISP事業撤退、2003年に事実上倒産（全事業停止）。